# Okręg wyborczy Yorkshire
Okręg wyborczy Yorkshire powstał w 1290 r. i wysyłał do angielskiej, a następnie brytyjskiej, Izby Gmin dwóch deputowanych. W 1826 r. liczbę mandatów przypadających na okręg zwiększono do czterech. Okręg obejmował hrabstwo Yorkshire. Został zlikwidowany w 1832 r.

## Deputowani do brytyjskiej Izby Gmin z okręgu Yorkshire

### Deputowani w latach 1290-1660
- 1555: John Constable of Burton Constable
- 1588–1589: Henry Constable of Burton Constable
- 1593: George Savile
- 1601: Thomas Fairfax, Edward Stanhope
- 1626: William Constable
- 1629: Henry Savile
- 1640: William Savile
- 1640–1648: Ferdinando Fairfax, 2. lord Fairfax of Cameron
- 1640–1642: Henry Belasyse
- 1653: George Eure, 6. baron Eure, Walter Strickland, Francis Lascelles, John Anlaby, Thomas Dickenson, Thomas St. Nicholas, Roger Coats, Edward Gill
- 1654–1655: Hugh Bethell, Richard Robinson, Walter Strickland, William Strickland, George Eure, 6. baron Eure, Francis Lascelles, Thomas Harrison, George Smithson, Thomas Fairfax, 3. lord Fairfax of Cameron, John Lambert, Henry Tempest, John Bright, Edward Gill, Martin Lister
- 1656–1658: Hugh Bethell, Richard Darley, Henry Darley, William Strickland, George Eure, 6. baron Eure, Francis Lascelles, Robert Lilburne, Luke Robinson, John Lambert, Henry Tempest, Edward Gill, Francis Thorpe, Henry Arthington, John Stanhope
- 1659: Thomas Fairfax, 3. lord Fairfax of Cameron, Thomas Harrison

### Deputowani w latach 1660-1826
- 1660–1661: Thomas Fairfax, 3. lord Fairfax of Cameron
- 1660–1661: John Dawnay
- 1661–1679: Conyers Darcy
- 1661–1670: John Goodricke
- 1670–1679: Thomas Slingsby
- 1679–1689: Charles Boyle, 3. wicehrabia Dungarvan
- 1679–1685: Henry Fairfax, 4. lord Fairfax of Cameron
- 1685–1698: John Kaye
- 1689–1702: Thomas Fairfax, 5. lord Fairfax of Cameron
- 1698–1701: Henry Dawnay, 2. wicehrabia Downe
- 1701–1701: John Kaye
- 1701–1702: Arthur Ingram, 3. wicehrabia Irvine
- 1702–1707: William Cavendish, markiz Hartington
- 1702–1707: John Kaye
- 1707–1707: Thomas Fairfax, 5. lord Fairfax of Cameron
- 1707–1727: Henry Dawnay, 2. wicehrabia Downe
- 1707–1708: Conyers Darcy
- 1708–1710: William Strickland
- 1710–1727: Arthur Kaye
- 1727–1741: Cholmley Turner
- 1727–1728: Thomas Watson-Wentworth, wigowie
- 1728–1734: George Savile
- 1734–1750: Miles Stapylton
- 1741–1742: Charles Howard, wicehrabia Morpeth
- 1742–1747: Cholmley Turner
- 1747–1759: Conyers Darcy
- 1750–1761: Henry Dawnay, 3. wicehrabia Downe
- 1759–1784: George Savile, wigowie
- 1761–1780: Edwin Lascelles, torysi
- 1780–1796: Henry Duncombe, torysi
- 1784–1784: Francis Ferrand Foljambe, wigowie
- 1784–1812: William Wilberforce, torysi
- 1796–1806: Henry Lascelles, torysi
- 1806–1807: Walter Ramsden Fawkes, wigowie
- 1807–1826: Charles Wentworth-FitzWilliam, wicehrabia Milton, wigowie
- 1812–1818: Henry Lascelles, wicehrabia Lascelles, torysi
- 1818–1826: James Stuart-Wortley-Mackenzie, torysi

### Deputowani w latach 1826-1832
- 1826–1830: Charles Wentworth-FitzWilliam, wicehrabia Milton, wigowie
- 1826–1831: William Duncombe, torysi
- 1826–1830: Richard Fountayne Wilson, torysi
- 1826–1830: John Marshall, wigowie
- 1830–1832: George Howard, wicehrabia Morpeth, wigowie
- 1830–1831: Richard Bethell, torysi
- 1830–1830: Henry Brougham, wigowie
- 1830–1832: John Vanden-Bempde-Johnstone, wigowie
- 1831–1832: George Strickland, wigowie
- 1831–1832: John Charles Ramsden, wigowie